# Vírus da febre amarela
O Vírus da febre amarela é o principal exemplo da família dos flavivírus, e o responsável por seu nome (flavus é amarelo em latim). É encontrada em áreas tropicais e subtropicais da América do Sul e África, onde é transmitido às pessoas pela picada de mosquitos do gênero Aedes ou Haemagogus.

## Características
Possui genoma é de RNA simples de sentido positivo, ou seja, pode ser usado diretamente como um RNA mensageiro para a síntese de proteínas. Produz cerca de 10 proteínas, sendo 7 constituintes do seu capsídeo, e é envolvido por envelope bilipídico. Multiplica-se no citoplasma e os virions descendentes invaginam-se para o retículo endoplasmático da célula-hóspede, a partir do qual são dispersados para outras células. Tem entre 40 e 50 nanômetros de diâmetro. Os vírus se replicam nos nódulos linfáticos e as células dendríticas infectadas e são levados para os macrófagos do fígado o que leva à degradação eosinofílica destas células e para a libertação de citocinas pró-inflamatórias.
Muitos danos são causados pelos complexos de anticorpos produzidos. O grande número de vírus pode produzir massas de anticorpos ligados a inúmeros vírus e uns aos outros que danificam o endotélio dos vasos, causando uma febre hemorrágica viral.

## Epidemiologia

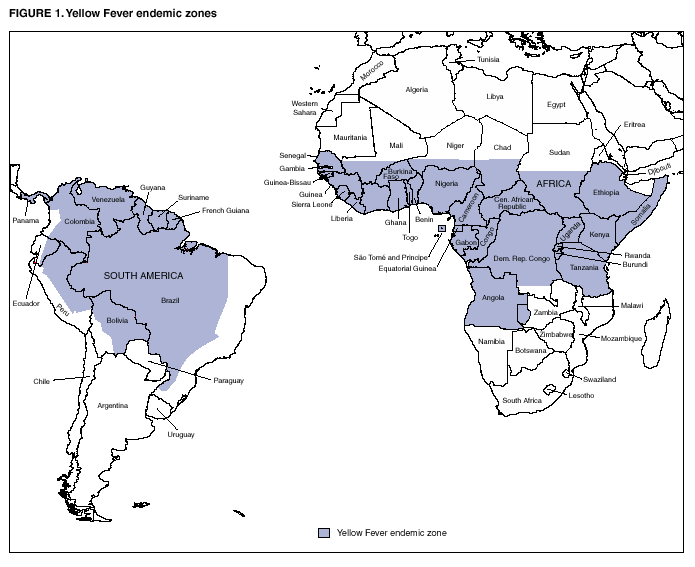
Locais onde o vírus pode ser encontrado

Segundo o ministério da saúde brasileiro, entre 1980 a 2004, foram confirmados 662 casos de febre amarela silvestre, dos quais 339 foram fatais, representando uma taxa de letalidade de 51%, totalizando 259 vítimas. Nenhum caso urbano é diagnosticado desde 1942. Depois de 2003 houve menos de 10 casos diagnosticado por ano no Brasil.

## Prevenção
Erradicar o mosquito da dengue, chikungunya e zika (Aedes aegypti) também ajudam a prevenir contra febre amarela e dengue. A vacina é gratuita e está disponível nos postos de saúde do Brasil o ano todo. Deve ser aplicada 10 dias antes da viagem para o Cerrado, Amazônia ou Pantanal. A vacina pode ser aplicada a partir dos 9 meses e é válida por 10 anos, mas é contra-indicada a gestantes, imunodeprimidos e pessoas alérgicas a gema de ovo.
O uso de aspirina agrava as hemorragias, por seu efeito anticoagulante, e pode ser fatal.